# Hudson’s Bay Centre
Das Hudson's Bay Centre ist ein 135 Meter hohes Bürogebäude in Toronto, Kanada. Das 35-stöckige Gebäude befindet sich an der 2 Bloor Street West. Das Gebäude wurde 1974 fertiggestellt und von dem Immobilienunternehmen Brookfield Properties betrieben. Das Gebäude verfügt über eine Tiefgarage mit 1.200 Stellplätzen.

## Nutzung
Das Gebäude dient als Hauptsitz des kanadischen Einzelhandelunternehmens The Bay. Des Weiteren Marriott Hotel und die RBC Royal Bank. Daneben befinden sich in dem Gebäude Wohnungen und Appartements. In der Halle befinden sich mehrere Geschäfte, Restaurants und Cafe's.